# Guayas (schip, 1841)
De Guayas was een stoomschip dat in 1841 te water werd gelaten in Ecuador. Het werd vernoemd naar de rivier de Guayas en de provincie Guayas.
De Guayas werd gebouwd in Guayaquil, de grootste en belangrijkste havenstad van het land. Het was het eerste zeewaardige stoomschip van de Zuid-Amerikaanse westkust, hetgeen in Ecuador als een historisch belangrijk feit gezien wordt.